# Ancara olivescens
Ancara olivescens är en fjärilsart som beskrevs av Bethune-Baker 1910. Ancara olivescens ingår i släktet Ancara och familjen nattflyn. Inga underarter finns listade i Catalogue of Life.